# Comuna de Zagrodno
Zagrodno (polaco: Gmina Zagrodno) é uma gminy (comuna) na Polónia, na voivodia de Baixa Silésia e no condado de Złotoryjski. A sede do condado é a cidade de Zagrodno.
De acordo com os censos de 2004, a comuna tem 5695 habitantes, com uma densidade 46,6 hab/km².

## Área
Estende-se por uma área de 122,09 km², incluindo:
- área agrícola: 81%
- área florestal: 9%

## Demografia
Dados de 30 de Junho 2004:
|                      | Total   | Total | Mulheres | Mulheres | Homens  | Homens |
| -------------------- | ------- | ----- | -------- | -------- | ------- | ------ |
|                      | pessoas | %     | pessoas  | %        | pessoas | %      |
| População            | 5695    | 100   | 2900     | 50,9     | 2795    | 49,1   |
| Densidade (pop./km²) | 46,6    | 100   | 23,8     | 23,8     | 22,9    | 22,9   |

De acordo com dados de 2002, o rendimento médio per capita ascendia a 1275,19 zł.

## Comunas vizinhas
- Chojnów, Pielgrzymka, Warta Bolesławiecka, Złotoryja